# Efraín Herrera
Efraín Herrera González (Ciudad de México México 28 de septiembre de 1959), conocido como el Cuchillo, es un exfutbolista mexicano. Su posición era como defensa central, que jugó durante 20 años en la Primera División de México, y representó a la Selección de Fútbol de México.

## Trayectoria
Dejó la carrera de Educación Física, su sueño de ser guitarrista y la Ciudad de México, para dedicarse totalmente al fútbol y emigrar a León donde encontraría la oportunidad en el Unión de Curtidores, invitado por “La Tota” Carbajal.
Antes de esa oportunidad estuvo a punto de debutar para Pumas, pero su técnico en ese entonces lo consideró demasiado joven.
Estuvo cerca de ir al mundial de 1986, pero se quedó fuera por sus lesiones. En el de 1990 estaba en su mejor condición, lamentablemente la selección sería descalificada de esa competencia.
Su apodo lo ganó cuando un locutor de radio le elogió diciendo que robaba balones “como cuchillo en mantequilla” sin embargo tendría otra connotación y es que literalmente le pasarían cuchillo infinidad de veces: 16 operaciones repartidas en piernas, pómulos y dos costillas rotas.
Fue campeón dos veces en el Necaxa de los noventa a lado de Ivo Basay, Sergio Zárate y Álex Aguinaga. Además otras dos veces con el América y ganó un ascenso con el Pachuca.
En primera división jugó 450 partidos, 421 de titular con 4 goles anotados. Salió expulsado 14 veces. Debutó en Unión de Curtidores y jugó ahí desde la 78-79 hasta la 80-81, en Atlas de la 81-82 a la 84-85, América de la 86-87 a la 88-89, en Necaxa de la 89-90 a la 94-95, en Toluca el Invierno 96 al Verano 97, en Pachuca del Invierno 97 al Invierno 98. Estuvo en 10 convocatorias de selección mayor y jugó la misma cantidad de partidos.
En 1998, después jugar para Unión de Curtidores, Atlas, América, Necaxa y Toluca encontró acomodo únicamente en el Pachuca de primera A, sin embargo la revancha de Primera División llegaría pronto con el ascenso de los Tuzos en su primera temporada ahí. Jugó con ellos en el máximo circuito, sin embargo se retiró en la jornada 12 de esa temporada, después de ser expulsado por una riña. De ahí el Cuchillo se dedicaría a la visoría profesional de talentos a lo largo del país, a la dirección en la Tercera División, a impartir clínicas de fútbol, a jugar en varios homenajes y amistosos. En el 2009 fue parte del cuerpo técnico de Juan Antonio Luna en los Xoloitzcuintles de Caliente, al que calificarían a las semifinales. Sin embargo para esta temporada las riendas las lleva Joaquín del Olmo.
Aquella expulsión que lo orilló al retiro fue en un vistosísimo Pachuca 4 – Atlas 6, en aquel partido El Cuchillo le ganó el balón al ahora capitán de la selección Rafa Márquez, quien le jaló la camiseta y se ganó un par de puñetazos de Herrera, quien fue expulsado inmediatamente y ya en el vestidor decidió que su carrera había llegado a un fin.

### Clubes
| Club                   | País                | Año         | Partidos | Goles | Media |
| ---------------------- | ------------------- | ----------- | -------- | ----- | ----- |
| Unión de Curtidores.   | México              | 1978 - 1981 | 92       | 1     | 0.05  |
| Atlas de Guadalajara   | México              | 1981 - 1985 | 56       | 2     | 0.04  |
| Club América           | México              | 1985 - 1989 | 93       | 0     | 0     |
| Club Necaxa            | México              | 1989 - 1995 | 208      | 1     | 0.02  |
| Deportivo Toluca       | México              | 1995 - 1996 | 26       | 0     | 0     |
| Club de Fútbol Pachuca | México              | 1996 - 1998 | 11       | 0     | 0     |
| Total en su carrera    | Total en su carrera | 1978 - 1998 | 486      | 4     | 0.01  |

## Selección nacional

### Participaciones en Copa de Oro
| Copa                   | Sede           | Resultado        |
| ---------------------- | -------------- | ---------------- |
| Copa Oro CONCACAF 1991 | Estados Unidos | Cuartos de final |

## Palmarés

### Campeonatos nacionales
| Título                     | Club    | País   | Año     |
| -------------------------- | ------- | ------ | ------- |
| Primera División de México | América | México | 1987-88 |
| Campeón de Campeones       | América | México | 1987-88 |
| Primera División de México | América | México | 1988-89 |
| Campeón de Campeones       | América | México | 1988-89 |
| Primera División de México | Necaxa  | México | 1994-95 |
| Campeón de Campeones       | Necaxa  | México | 1994-95 |
| Copa México                | Necaxa  | México | 1994-95 |

### Campeonatos internacionales
| Título                  | Club    | Lugar  | Año  |
| ----------------------- | ------- | ------ | ---- |
| Copa Campeones CONCACAF | América | México | 1987 |
| Recopa de la CONCACAF   | Necaxa  | EUA    | 1994 |